# Nombre hexagonal centré
Ne doit pas être confondu avec Nombre hexagonal.
En mathématiques, un nombre hexagonal centré est un nombre figuré polygonal centré qui peut être représenté par un hexagone régulier ayant un point en son centre et tous ses autres points disposés en couches hexagonales concentriques de 6 points, 12 points, 18 points, etc.
La formule générale pour le n-ième nombre hexagonal centré, lorsqu'il y a n points sur chaque côté de la dernière couche est :

Représentation du 4-ième nombre hexagonal centré

{\displaystyle C_{6,n}=3n^{2}-3n+1=n^{3}-(n-1)^{3}}

## Gnomon, relation de récurrence
Les quatre premiers nombres hexagonaux centrés sont :
{\displaystyle {\begin{aligned}&C_{6,1}={\color {red}1},\\&C_{6,2}=1+{\color {orange}6}=7,\\&C_{6,3}=7+{\color {green}12}=19,\\&C_{6,4}=19+{\color {blue}18}=37.\end{aligned}}}
Pour tout entier {\displaystyle n\geqslant 1}, le n-ième hexagone centré a un point central et n – 1 couches hexagonales régulières. Ainsi, il comporte n points sur chaque rayon et sur chaque côté.
Pour tout entier {\displaystyle n\geqslant 2}, la dernière couche du n-ième hexagone centré comporte 6(n – 1) points ; c'est le gnomon faisant passer du (n – 1)-ième hexagone centré au n-ième :
{\displaystyle \forall \ n\geqslant 2,\ C_{6,n}=C_{6,n-1}+6(n-1).}
Le n-ième nombre hexagonal centré s'obtient donc en ajoutant 1 au produit par 6 du (n – 1)-ième nombre triangulaire :
{\displaystyle C_{6,n}=1+6T_{n-1}=1+3n(n-1)=3n^{2}-3n+1.}
Pour n = 1, cette expression est valable également car C6,1 = 3×12 − 3×1 + 1 = 1.

Représentation à la fois du 5-ième nombre hexagonal centré et des six 4-ièmes nombres triangulaires autour de son centre.

## Exemple
Le 5-ième nombre hexagonal centré est 1 plus 6 fois le 4-ième nombre triangulaire :
{\displaystyle {\begin{aligned}C_{6,5}&={\color {red}1}+{\color {orange}6}+{\color {green}12}+{\color {blue}18}+{\color {purple}24}\\&={\color {red}1}+6({\color {orange}1}+{\color {green}2}+{\color {blue}3}+{\color {purple}4})\\&={\color {red}1}+6T_{4}\\&={\color {red}1}+6\!\!\times \!\!10\\&=61.\end{aligned}}}

## Applications pratiques
Les nombres hexagonaux centrés ont des applications pratiques dans les domaines de la gestion de production et de la logistique, par exemple l'empaquetage de certains produits dans de plus grands récipients circulaires, comme les saucisses de Francfort dans des conteneurs cylindriques.

## Liste des nombres hexagonaux centrés, propriété de congruence
Les nombres hexagonaux centrés inférieurs à 1 000 sont :
1, 7, 19, 37, 61, 91, 127, 169, 217, 271, 331, 397, 469, 547, 631, 721, 817, 919 (voir la suite A003215 de l'OEIS).
Le chiffre des unités en base dix de cette suite d'entiers suit le motif palindromique 1-7-9-7-1.
Les nombres hexagonaux centrés, tous impairs, sont congrus à 1 modulo 6.

## Les nombres hexagonaux centrés comme différences de cubes consécutifs, et applications

### Démonstrations de la formule

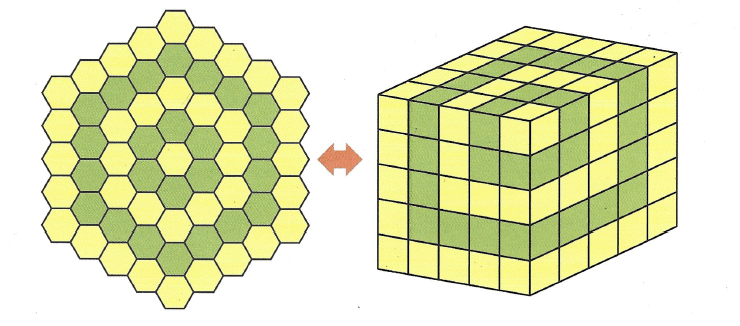

Pour tout entier {\displaystyle n\geqslant 1},

4-ième nombre hexagonal centré vu comme le gnomon de transition d'un cube de côté 3 points à un cube de côté 4 points

{\displaystyle C_{6,n}=3n^{2}-3n+1={\color {dimgray}n^{3}-(n^{3}-3n^{2}+3n-1)}=n^{3}-(n-1)^{3}.} Cette démonstration calculatoire peut s'interpréter visuellement ; dans la figure ci-contre, le n-ième nombre hexagonal centré est vu comme le nombre de petits cubes de la couche visible d'un cube de côté n ; les cubes non visibles formant un cube de côté n − 1, il y a bien {\displaystyle n^{3}-(n-1)^{3}}cubes visibles.
Ainsi, pour {\displaystyle n\geqslant 1}, le n-ième nombre hexagonal centré est le gnomon faisant passer du (n − 1)-ième au n-ième nombre cubique (c.-à-d. le nombre de cubes de côté 1 visibles depuis un sommet d'un cube de côté n composé de cubes de côté 1).

### Application aux sommes partielles de la série des nombres hexagonaux centrés
03 = 0, donc, la somme des n premiers nombres hexagonaux centrés est égale à n3.
Exemples :
1 = 13 ; 1 + 7 = 8 = 23 ; 1 + 7 + 19 = 27 = 33 ;
1 + 7 + 19 + 37 = 64 = 43 ;
1 + 7 + 19 + 37 + 61 = 125 = 53 ;
1 + 7 + 19 + 37 + 61 + 91 = 216 = 63.
Conséquences :
- Pour tout {\displaystyle n\geqslant 1}, la moyenne arithmétique des n premiers nombres hexagonaux centrés est égale au n-ième nombre carré :

- Les nombres pyramidaux hexagonaux centrés sont simplement les nombres cubiques, mais représentés par des formes différentes[7].

### Application aux nombres hexagonaux centrés premiers
Les nombres à la fois hexagonaux centrés et premiers sont les nombres premiers différences de deux cubes consécutifs, appelés nombres premiers cubains de première espèce,. On conjecture qu'il y en a une infinité.
Les nombres hexagonaux centrés premiers inférieurs à 1 000 sont :
C6,2 = 7 = p4 ; C6,3 = 19 = p8 ; C6,4 = 37 = p12 ; C6,5 = 61 = p18 ; C6,7 = 127 = p31 ;
C6,10 = 271 = p58 ; C6,11 = 331 = p67 ; C6,12 = 397 = p78 ; C6,14 = 547 = p101 ; C6,15 = 631 = p115 ; C6,18 = 919 = p157.
Pour les suivants, voir :
C6, A002504 =  A002407 = p A145203.
(Pour la suite des nombres premiers, voir  A000040.)

## Liens avec d'autres nombres figurés
Pour trouver les nombres hexagonaux centrés qui sont aussi des nombres triangulaires ou des nombres carrés, ou tout cela à la fois, il suffit de résoudre les équations de Pell-Fermat associées.

### Nombre hexagonal centré triangulaire
{\displaystyle C_{6,n}=T_{m}\Longleftrightarrow (2m+1)^{2}-6(2n-1)^{2}=3.}
Les quatre plus petits nombres à la fois hexagonaux centrés et triangulaires sont alors :
C6,1 = 1 = T1 ; C6,6 = 91 = T13 ; C6,55 = 8 911 = T133 ; C6,540 = 873 181 = T1321.
Pour les suivants, voir :
C6, A087125+1 =  A006244 = T A031138.
(Pour la suite des nombres triangulaires, voir  A000217.)

### Nombre hexagonal centré carré
{\displaystyle C_{6,n}=m^{2}\Longleftrightarrow (2m)^{2}-3(2n-1)^{2}=1.}
Les quatre plus petits nombres à la fois hexagonaux centrés et carrés sont alors :
C6,1 = 1 = 12 ; C6,8 = 169 = 132 ; C6,105 = 32 761 = 1812 ; C6,1456 = 6 355 441 = 2 5212.
Pour les suivants, voir :
C6, A001921+1 =  A006051 =  A0015702.
(Pour la suite des nombres carrés, voir  A000290.)

### Liens avec à la fois les nombres triangulaires et les nombres carrés
- 1 est le seul[3] nombre à la fois hexagonal centré et carré triangulaire.
- Pour tout entier n ≥ 1, la différence entre le n-ième nombre carré impair et le n-ième nombre hexagonal centré est le (n – 1)-ième nombre oblong :

(2n – 1)2 – [1 + 3n(n – 1)] = n(n – 1).
Autrement dit, le n-ième nombre carré impair est la somme du n-ième nombre hexagonal centré et du double du (n – 1)-ième nombre triangulaire :
(2n – 1)2 = C6,n + 2Tn–1.
Cette relation peut faire l'objet d'une preuve sans mot : placer les deux triangles (ayant n – 1 points sur chaque côté) contre deux côtés opposés (ayant n points chacun) de l'hexagone forme deux pointes opposées et le corps d'un losange (ayant 2n – 1 points sur chaque côté).